# Emilio Scarpellini
Emilio Scarpellini (Verdellino, 29 maggio 1901 – ...) è stato un calciatore italiano, di ruolo attaccante.

## Carriera
Militò nell'Atalanta fino al 1931; giocò poi con Cosenza, Ardens Bergamo e Lecco.